# Windegg (Wald ZH)
Windegg ist historisch der Name einer abgegangenen Burg im oberen Jonatal, bei Wald im Zürcher Oberland.
Die Burgruine wurde bereits im 17. Jahrhundert durch ein Wohnhaus überbaut, das 1709 durch ein ausladendes Riegelhaus ersetzt wurde. Dieses ist heute unter dem Namen Herrensitz Windegg bekannt und ist eines der eingetragenen Kulturgüter im Kanton Zürich (KGS-Nr.: 7728).

## Burg Windegg
Über die Burg Windegg ist wenig bekannt, da sie durch ihre Überbauung für eine Ausgrabung unzugänglich geworden ist. Sie stammte wohl aus der ersten Hälfte des 13. Jahrhunderts, einer Zeit, in der die etwa 200 m entfernte Pfarrkirche Wald bereits existierte und zum Kern einer kleinen Siedlung geworden war.
Die Burg ist eingezeichnet in der Kantonskarte von Jos Murer (1566), und erneut in der Kantonskarte von Hans Conrad Gyger (1667). In beiden Karten ist ein Wappen für Windegg eingezeichnet (während das Kirchdorf Wald in beiden Karten kein Wappen erhält), bei Murer ein schräger Glevenstab bzw. Lilienstab (Gilgen) mit doppelten Enden, bei Gyger eine schräge goldene Doppellilie in blauem Feld; Bluntschli (1742) beschreibt allerdings ein schwarzes Feld: in schwarzem Felde eine schreg obsich steigende gelbe Gilgen.
Ein Geschlecht von Windegg ist erstmals 1229 erwähnt, mit Ulrich und Diethelm von Windegg, die als Zeugen bei einer Vergabung durch das Kloster Rüti auftreten. Im Jahr 1290 tritt wieder ein Ritter Diethelm von Windegg auf. Die Söhne dieses Diethelm, Diethelm Kirchherr in Zollikon und Beringer, unterzeichnen 1314 einen Vertrag mit der Johanniterkommende Bubikon.
Um 1350 soll ein Windegger im Zusammenhang mit der Mordnacht von Zürich durch das Rad hingerichtet worden sein.
Nach 1350 sollen die Windegger den Namen von Tobel angenommen haben.
Erhard Dürsteler (um 1740) erwähnt eine ehemalige Burg Windegg zwyschent Wald und Dienberg in der Herrschaft Grüningen gelegen; die Burg sei verbrochen und das Geschlecht abgestorben.

## Herrensitz Windegg
Das Riegelhaus (heutige Adresse: Windeggstrasse 2) wurde 1709 von Hans Krauer und seiner Frau Maria Brändli erbaut. Krauer war ein Gerber. Der repräsentative Bau ist ein frühes Zeugnis des neu erreichten Reichtums einiger Handwerker im Zürcher Oberland in der Vorindustrialisierung.
Bei seiner Erbauung lag das Riegelhaus noch auf einem Hügel am östlichen Rand des Dorfes Wald.
Der nahegelegene Flurname Stampf bezeugt, dass hier auch die Gerbermühle stand. Krauer übernahm von seinem Vater bereits ein auf dem Burghügel stehendes Wohnhaus (erwähnt 1697). Für den Neubau von 1709 ist ein aufgenommener Kredit belegt. Der Herrensitz wird von Werdmüller (1790) erwähnt: Bey der abgegananen Burg stehet nur ein Haus in der Pfarr Wald.
Die Familie Krauer verlor im frühen 20. Jh. ihre einflussreiche Stellung in Wald. Der Herrensitz kam 1952 in den Besitz der politischen Gemeinde. Zunächst war eine Überbauung des Geländes um den Burghügel vorgesehen, nach einer Konsultation mit der Denkmalpflege 1967 wurde davon abgesehen.
1977 übertrug die Gemeinde die Liegenschaft an die Reformierte Kirchgemeinde Wald mit der Auflage einer Renovation des Gebäudes. Die ehemalige Scheune des Herrensitzes wurde zu einem Gemeinschaftszentrum ausgebaut.
Seit 1905 war die Fassade des Hauses mit Schindeln bedeckt. Der alte Zustand als Riegelbau wurde in der Renovation 1978 wiederhergestellt. Der renovierte Bau enthält vier Wohnungen, daneben die «Windegg-Stube», die im Originalzustand belassen wurde. Die einst dort eingerichtete «Otto Schaufelberger Stube», die dem Nachlass des Zürcher Oberländer Dichters Otto Schaufelberger gewidmet ist wurde nach Uster verlegt.